# Asim Orhan Barut
Asim Orhan Barut, meist A. O. Barut zitiert, (* 6. Juni 1926 in Malatya, Türkei; † 5. Dezember 1994 in Boulder, Colorado) war ein türkischstämmiger US-amerikanischer theoretischer Physiker.
Barut studierte Physik an der ETH Zürich mit dem Diplomabschluss 1949 und der Promotion 1952 (Elektronenoptisches und statistisches Verhalten der Gittervervielfacher). Er begann als Experimentalphysiker, wandte sich dann aber theoretischer Physik zu. Als Postdoc war er 1953/54 an der University of Chicago. 1954 wurde er Assistant Professor am Reed College und 1956 an der Syracuse University.
Von 1959 bis 1960 war Barut wissenschaftlicher Mitarbeiter am Europäischen Organisation für Kernforschung (CERN) in Genf, Schweiz.
Ab 1962 war er Professor an der University of Colorado in Boulder, wo er 1994 emeritierte. 1970 bis 1972 war er Kodirektor des Instituts für Theoretische Physik in Boulder und er war Distinguished Research Lecturer der Universität. Er war unter anderem Gastprofessor an der Universität München, am Max-Planck-Institut für Physik in München, in Ankara, Warschau, Stockholm, Caracas, Edinburgh. Er starb an einem Herzanfall.
Barut hatte ein breites Interessensgebiet und befasste sich mit klassischer Feldtheorie, Quantenoptik, S-Matrix-Theorie, Quantenelektrodynamik und Quantenmechanik mit besonderem Schwerpunkt in gruppentheoretischen Methoden und Grundlagenfragen. Dabei ging er auch unorthodoxe Wege, zum Beispiel, indem er einen Zugang zur Quantenelektrodynamik ohne zweite Quantisierung des elektromagnetischen Feldes verfolgte oder eine Theorie der Hadronen als gebundene Zustände von Leptonen über kurzreichweitige magnetische Resonanzen.
Barut verfasste über 500 wissenschaftliche Artikel, schrieb sechs Bücher und gab 25 weitere heraus (viele hervorgegangen aus den von ihm geleiteten Boulder Summer Schools on Theoretical Physics und den NATO Advanced Study Institutes). 1991 erhielt er den Age of Science Award des türkischen Kultusministers und 1982 die Wissenschaftsauszeichnung der TÜBITAK. Außerdem hatte er ein Ehrendoktorat in der Türkei (1987). 1966 wurde er Fellow der American Physical Society.
Mit Abdus Salam war er einer der Gründer des International Center for Theoretical Physics in Triest und war dort häufig zu Gast. Auch in Edirne in der Türkei gründete er ein Zentrum für theoretische Physik, das er kurz vor seinem Tod zu einem ähnlichen Zentrum wie in Triest ausbauen wollte. Er war Mitherausgeber von Foundations of Physics.
Er war seit 1954 mit Pierette Gervaz verheiratet und hatte zwei Töchter und einen Sohn. 1962 wurde er US-Staatsbürger.
Er war Herausgeber der gesammelten Werke von Alfred Landé und E. U. Condon.

## Schriften
- Electrodynamics and classical theory of fields and particles, Macmillan 1964, Reprint: Dover 1980
- mit Ryszard Raczka Theory of group representations and its applications, Polish Scientific Publishers 1977, 2. Auflage World Scientific 1986
- mit R. Raczka On noncompact groups I. Classification of non compact real simple Lie groups and groups containing the Lorentz Group, Proc. Roy. Soc. A, Band 287, 1965, S. 519–531
- mit Yuval Neeman, Arno Bohm Dynamical Groups and Spectrum Generating Algebra, World Scientific 1988
- Theory of the Scattering Matrix for the Interaction of Fundamental Particles, New York, MacMillan 1967
  - deutsche Übersetzung: Theorie der Streumatrix, BI Hochschultaschenbuch, 2 Bände 1967
- Geometry and Physics: non-Newtonian forms of dynamics, Neapel, Bibliopolis 1989